# 高塘石站
高塘石站是廣州地鐵六號線的一座中途站，位於中国广东省廣州市天河区廣汕一路高普路口西側的地底。2016年12月28日随六号线二期通车而启用。

## 车站結構

### 車站樓層
本站共有兩層。地面為廣汕一路、高普路及附近建築。地下一層為站廳；地下二層為6號線月台。
| 地下一层 | 站廳               | 售票機、客服中心、警务室、母婴室、安检设施 |  |  |
| 地下二层 | 2 站台             | █6号线 潯峰崗方向（下站：柯木塱）          |  |  |
|          | 岛式站台（卫生间） |                                            |  |  |
|          | 1 站台             | █6号线 香雪方向（下站：黄陂）              |  |  |

### 站厅

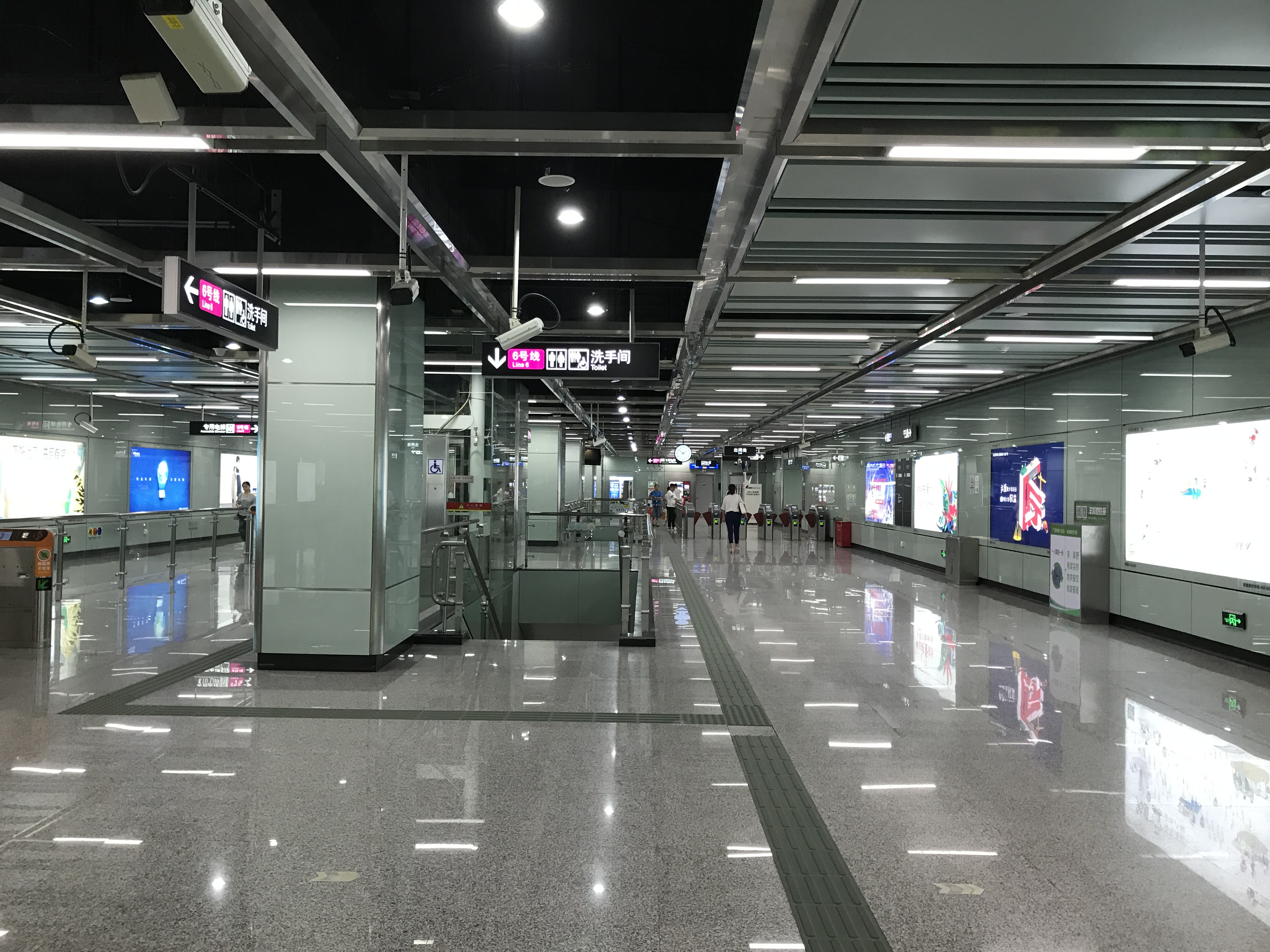
站厅

高塘石站站厅設有售票機、自动售卡/充值机、客務中心，以及便利店、自动照相机、自动贩卖机等设施。本站的母婴室设于站厅非付费区近B出入口旁。
为方便行人进出，站厅南侧被划分为收费区，收费区内设有三台扶手电梯、两组楼梯和一台专用电梯供乘客来往于站厅及月台层。

### 月台
本站設有一個島式月台，位於廣汕二路的地底。
另外，本站的卫生间设于月台处往香雪方向的一端。

2号月台全景图

### 出入口
柯木塱站开通时仅在广汕二路南侧设有2个出入口，位于北侧的D口则在2022年7月31日开通。
|                                           |                                                       |      |          | |
| 編號                                      | 设施                                                  | 照片 | 出口指示 | 建議前往的目的地                                                                                                   |
| A                                         |                                                       |      | 广汕二路 | 省电校公交车站（东行）、地铁高塘石站公交车站（东行）1号分站                                                        |
| B                                         | 盲道标志 · 扶手电梯标志                               |      | 广汕二路 | 高普路、高科路、3号生态智慧谷、高普路北公交车站（南行）、地铁高塘石站公交车站②（东行）、高塘工业区公交车站（东行） |
| D                                         | 盲道标志 · 升降机标志 · 无障碍通道标志 · 扶手电梯标志 |      | 广汕二路 | 地铁高塘石站公交车站（西行）、高塘工业区公交车站（西行）                                                           |
| 註： 設有 \| 設有 \| 設有 \| 設有扶手電梯 |                                                       |      |          | |

## 接驳交通
| 普通巴士线路（地铁高塘石、高塘工业区、高普路北站） \| 编号 \| 编号 \| 线路 \| 线路 \| 线路 \| 收费 \| 备注 \| \| ---- \| ----- \| --------------------- \| --------------------- \| ------------------------ \| --------------------- \| --------------------- \| \| \| 83 \| 白云山制药厂 \| ⇆ \| 广汕路（科景路口） \| 2元 \| \| \| \| 345 \| 家和天曜 \| ⇆ \| 知识城南（地铁何棠下站） \| 3元 \| 不大于15–30分/班 \| \| \| 345A \| 天河客運站 \| ⇆ \| 永和贤江 \| 3元 \| 不大于15–30分/班 \| \| \| 346 \| 天河客運站 \| ⇆ \| 穗丰村（兴太三路） \| 3元 \| 30分/班 \| \| \| 491 \| 渔沙坦（渔中路） \| ⇆ \| 凌塘村 \| 2元 \| 30分/班 \| \| \| 494 \| 萝岗万达广场 \| ⇆ \| 广汕一路（林机街） \| 2元 \| \| \| \| 494A \| 已于2024年12月1日停办 \| 已于2024年12月1日停办 \| 已于2024年12月1日停办 \| 已于2024年12月1日停办 \| 已于2024年12月1日停办 \| \| \| 497 \| 渔沙坦（渔东路） \| ⇆ \| 东圃 \| 2元 \| \| \| \| 564 \| 黄埔古村南广场 \| ⇆ \| 天河客運站 \| 3元 \| \| \| \| 901 \| 岑村 \| ⇆ \| 联和（惠联路） \| 2元 \| \| \| \| 夜100 \| 黄埔古村南广场 \| ⇆ \| 天河客運站 \| 4元 \| 564路附属线路 \| |       |                       |                       |                          |                       |                       |
| 编号 | 编号  | 线路                  | 线路                  | 线路                     | 收费                  | 备注                  |
| | 83    | 白云山制药厂          | ⇆                     | 广汕路（科景路口）       | 2元                   |                       |
| | 345   | 家和天曜              | ⇆                     | 知识城南（地铁何棠下站） | 3元                   | 不大于15–30分/班      |
| | 345A  | 天河客運站            | ⇆                     | 永和贤江                 | 3元                   | 不大于15–30分/班      |
| | 346   | 天河客運站            | ⇆                     | 穗丰村（兴太三路）       | 3元                   | 30分/班               |
| | 491   | 渔沙坦（渔中路）      | ⇆                     | 凌塘村                   | 2元                   | 30分/班               |
| | 494   | 萝岗万达广场          | ⇆                     | 广汕一路（林机街）       | 2元                   |                       |
| | 494A  | 已于2024年12月1日停办 | 已于2024年12月1日停办 | 已于2024年12月1日停办    | 已于2024年12月1日停办 | 已于2024年12月1日停办 |
| | 497   | 渔沙坦（渔东路）      | ⇆                     | 东圃                     | 2元                   |                       |
| | 564   | 黄埔古村南广场        | ⇆                     | 天河客運站               | 3元                   |                       |
| | 901   | 岑村                  | ⇆                     | 联和（惠联路）           | 2元                   |                       |
| | 夜100 | 黄埔古村南广场        | ⇆                     | 天河客運站               | 4元                   | 564路附属线路         |

## 利用状况
高塘石站周边有高塘石工业区、天河软件园、网易总部等，因此在工作日上下班高峰时段会有许多乘客在此站进出。但在平峰时段车站会较为冷清。

## 历史
本站最早出現在1997年的《廣州市城市快速軌道交通線網規劃研究（最終報告）》中，為當時7號線的終點站。2003年，該線路成為現時的6號線，仍在本站作為終點站。隨後6號線分為兩期建設，本站被撥入二期路段之中。2006年，蘿崗區選擇直接通往廣州市區的6號線來連接蘿崗中心區，規劃6號線二期從本站大幅延伸進入蘿崗區內，本站成為中途站。
2011年6月17日，6號線二期工程正式開工建造。2013年10月15日，本站主体結構封顶，為本段線路之中繼蘿崗站後第二個封頂的車站。
2016年12月28日，本站随6号线二期开通而启用。2022年7月31日，D口开放使用。
2022年年末疫情期间，本站曾受防控措施影响，于11月26日至11月30日下午暂停服务。